# ماريا مايكل كوالسكي
ماريا مايكل كوالسكي (بالبولندية: Maria Michał Kowalski)‏ هو قسيس بولندي، ولد في 25 ديسمبر 1871 في Latowicz ‏ في بولندا، وتوفي في 26 مايو 1942 في مركز هارثيم للقتل الرحيم في النمسا.